# 개미는 오늘도 뚠뚠
《개미는 오늘도 뚠뚠》은 대한민국의 카카오TV, 넷플릭스 에서 방송되었던 프로그램이다.

## 기획 의도

### 방영 목록 (챕터 1) (2020년)
| 방송일    | 코너               | 제목                                          | 비고   |
| --------- | ------------------ | --------------------------------------------- | ------ |
| 9월 2일   | 개미는 오늘도 뚠뚠 | LV.1 투자 성향 파악 시간!                     |        |
| 9월 9일   | 개미는 오늘도 뚠뚠 | LV.2 주식투자의 첫 시작, 계좌개설!            |        |
| 9월 16일  | 개미는 오늘도 뚠뚠 | LV.3 내돈내투! 실전투자                       |        |
| 9월 23일  | 개미는 오늘도 뚠뚠 | LV.4 개미들의 슬픈 자화상! 투자일지           |        |
| 9월 30일  | 개미는 오늘도 뚠뚠 | LV.5 주식거래 떡상 기원! Be the Reds          |        |
| 10월 7일  | 개미는 오늘도 뚠뚠 | LV.6 잃을수록 웃는다! 웃상개미 김종민의 등장  |        |
| 10월 14일 | 개미는 오늘도 뚠뚠 | LV.7 가치투자의 길! 재무제표 완전정복         |        |
| 10월 21일 | 개미는 오늘도 뚠뚠 | LV.8 출연료도 맞들면 낫다?! 2:2 팀대결        |        |
| 10월 28일 | 개미는 오늘도 뚠뚠 | Lv.9 주식 흐름 읽는 법! 차트의 정석           |        |
| 11월 4일  | 개미는 오늘도 뚠뚠 | Lv.10 한국 경제사에 길이 남을 레전설의 탄생?! |        |
| 11월 11일 | 개미는 오늘도 뚠뚠 | Lv.11 동학에서 서학으로! 해외주식             |        |
| 11월 18일 | 개미는 오늘도 뚠뚠 | Lv.12 기본편 마무리! 개미들은 여전히 뚠뚠     |        |
| 11월 25일 | 개미는 오늘도 뚠뚠 | Lv.13 Chapter1 총정리 스페셜-1                |        |
| 12월 2일  | 개미는 오늘도 뚠뚠 | Lv.14 Chapter1 총정리 스페셜-2                | 최종회 |

### 방영 목록 (챕터 2) (2020년 ~ 2021년)
| 회차 | 방송일    | 부제                                                 | 비고   |
| ---- | --------- | ---------------------------------------------------- | ------ |
| EP.1 | 12월 23일 | Lv.1 Chapter 2 개장! 주제 공시 : <언택트>            |        |
| EP.2 | 12월 30일 | Lv.2 언택트 시대! 개미들이 선택한 투자법은?          |        |
| EP.3 | 1월 6일   | Lv.3 내.눈.내.산 언택트 주식 캠핑!                   |        |
| EP.4 | 1월 13일  | Lv.4 개미들의 캠핑장 놀이법은? (응 주식^^)           |        |
| EP.5 | 1월 20일  | Lv.5 [뚠뚠 토론회-1] 대한민국 경제, 개미들이 말한다  |        |
| EP.6 | 1월 27일  | Lv.6 [뚠뚠 토론회-2] 치열했던 개.오.뚠 경제토론 현장 |        |
| EP.7 | 2월 3일   | Lv.7 주식 환자들을 위한 투자종합검진!                |        |
| EP.8 | 2월 10일  | Lv.8 Chapter 2 폐장! 수익률 1위는 누구?              | 최종회 |

### 방영 목록 (챕터 3) (2021년)
| 회차  | 방송일   | 부제                                            | 게스트               | 비고                                          |
| ----- | -------- | ----------------------------------------------- | -------------------- | --------------------------------------------- |
| EP.1  | 2월 24일 | Lv.1 Chapter 3 개장! 여왕개미 알현              | 전원주               |                                               |
| EP.2  | 3월 3일  | Lv.2 개미※집중※과외 스링크                      | 전원주               |                                               |
| EP.3  | 3월 10일 | Lv.3 챕터3 주제 <자동차> 1회 만에 완벽 이해하기 | 유경욱, 한민관       |                                               |
| EP.4  | 3월 17일 | Lv.4 자동차의 현재&미래 집중탐구                | 유경욱, 한민관       |                                               |
| EP.5  | 3월 24일 | 자동차 리뷰의 모든 것!                          | 유경욱, 한민관       |                                               |
| EP.6  | 3월 31일 | 부부클리닉 <주식과 전쟁> 1차전                  | 김학래 임미숙 최현석 |                                               |
| EP.7  | 4월 7일  | 더욱 독해진 <주식과 전쟁> 2차전                 | 김학래 임미숙 최현석 |                                               |
| EP.8  | 4월 14일 | 자동차 기업🏢 탐방기                            |                      |                                               |
| EP.9  | 4월 22일 | 발로 뛰는 투자! 본격 기업 파헤치기              |                      | 방송일이 4월 21일에서 하루 연기되었다.        |
| EP.10 | 4월 29일 | <챕터3> 마지막회, 최종 우승 팀은?               |                      | 최종화 방송일이 4월 28일에서 하루 연기되었다. |
| SP    | 5월 5일  | <스페셜> 주님의 AI(?)와 함께 하는 단타 대결!    | 초아                 |                                               |

### 방영 목록 (챕터 4) (2021년)
| 회차  | 방송일   | 부제                                        | 게스트                                          | 비고 |
| ----- | -------- | ------------------------------------------- | ----------------------------------------------- | --- |
| EP.1  | 5월 21일 | Chapter 4 개장! <주제: 보복 소비>           |                                                 | |
| EP.2  | 5월 28일 | 전무후무 주식 서바이벌 START!               |                                                 | |
| EP.3  | 6월 4일  | 홈밀과 함께 집콕DAY                         | 최현석                                          | |
| EP.4  | 6월 11일 | 네버엔딩 주식 먹방, 두 번째!                | 최현석                                          | |
| EP.5  | 6월 18일 | 발빠르게 즐기는 ‘뚠뚠투어’ 1편              | 예원                                            | 사전 협의된 촬영 날짜가 아니어서 선 스케줄이 있었던 이미주, 장동민은 불참했다.                                                |
| EP.6  | 6월 25일 | 발빠르게 즐기는 ‘뚠뚠투어’ 2편              | 예원                                            | |
| EP.7  | 7월 2일  | 2021 베스트 화장품으로 알아보는 뷰티섹터!   | 이사배                                          | |
| EP.8  | 7월 16일 | 보복소비의 또다른 주범! 패션 섹터           | 박윤희                                          | |
| EP.9  | 7월 23일 | 제1회 J7 정상회의 (with. 외인투자자)        | 알베르토 몬디, 럭키, 모에카, 줄리안, 에바, 데릭 | |
| EP.10 | 7월 30일 | 제2회 J7 정상회의 (※투자정보 요약집)        | 알베르토 몬디, 럭키, 모에카, 줄리안, 에바, 데릭 | |
| EP.11 | 8월 6일  | 보복 소비 라스트팡! 골프&레저 편            | 최예지                                          | 이미주는 녹화 당시 같은 그룹 멤버 서지수가 코로나-19 양성 판정을 받아 밀접 접촉자로 분리되어 자가격리 중이라 녹화에 불참했다. |
| EP.12 | 8월 13일 | <챕터4> 서바이벌 생존 명단 공개 (with 골프) | 최예지                                          | 최종회 |

### 방영 목록 (챕터 5) (2021년)
| 회차  | 방송일    | 부제                                     | 게스트 | 비고   |
| ----- | --------- | ---------------------------------------- | ------ | ------ |
| EP.1  | 9월 14일  | Chapter 5. 축 <뚠뚠 인베스트> 설립!      |        |        |
| EP.2  | 9월 21일  | MZ인턴 개미’s 첫 출근로그                |        |        |
| EP.3  | 9월 28일  | 팀별 전략회의 (with. 인턴 능력방출)      |        |        |
| EP.4  | 10월 5일  | ‘매매 전쟁’ - 실전 트레이딩 Start        |        |        |
| EP.5  | 10월 12일 | 불지옥에서 돌아온 단타야수의 귀환        |        |        |
| EP.6  | 10월 19일 | 속보! 신용 거래 개미 등장?!              |        |        |
| EP.7  | 10월 26일 | 스페셜한 개장 <뚠뚠 인베스트 투자설명회> |        |        |
| EP.8  | 11월 2일  | 뚠뚠 깐부들의 극비 투자 모임             |        |        |
| EP.9  | 11월 9일  | 실전 투자 특강 - 차트의 기술적 분석편    |        |        |
| EP.10 | 11월 16일 | 기술적 매매 실전활용 편 (※황소 찾기!)    |        |        |
| EP.11 | 11월 23일 | 첫 VIP 고객 행차! 올인원 투자컨설팅      | 지석진 |        |
| EP.12 | 11월 30일 | <챕터5> 뚠뚠 인베스트, 대장정의 마무리!  |        | 최종회 |

## 여담
챕터3 첫 방송날인 2월 24일 오후 4시에 라이브토크를 카카오TV, 카카오TV 유튜브, 삼프로TV 경제의 신과 함께 유튜브 채널을 통해 생중계했다. # 유튜브 아이콘다시보기 그런데 하필이면 촬영일에 코스피가 하룻동안 75p나 빠져 3000선이 붕괴되었다. 때문에 촬영 분위기가 암울했다(...) 챕터4부터는 지난 챕터의 비판(절박하지 않은 투자 모습 등)을 수용하여 서바이벌 형식으로 진행된다. 최종화가 방영될 시기를 기준으로 순위와 상관없이 마이너스가 난 사람들은 하차될 것이라고. 실제로 주식에 관심있고, 주식을 하는 연예계 종사자들이 많은 만큼 다양한 사람들을 캐스팅하려는 의도도 엿보인다